# Coronado (Kalifornija)
Coronado je grad u američkoj saveznoj državi Kalifornija. Prema popisu stanovništva iz 2010. u njemu je živjelo 18,912 stanovnika.